# Festival de Almada
O Festival de Almada é um festival português de teatro, fundado em 1984 por Joaquim Benite (1943-2012) e anualmente organizado pela Companhia de Teatro de Almada e pela Câmara Municipal de Almada, entre os dias 4 e 18 de Julho.

## História
Embora tenha começado por ser uma mostra de grupos de teatro amador, apoiados pela Companhia de Teatro de Almada, na sua segunda edição a programação já incluía espectáculos de companhias profissionais portuguesas. Em 1987, dar-se-iam os primeiros passos no sentido da internacionalização, com a apresentação de companhias estrangeiras ligadas, sobretudo, ao teatro universitário.
Apesar das condições desfavoráveis que inicialmente teve de enfrentar (nomeadamente os reduzidos orçamentos, a carência de meios técnicos e logísticos, a localização numa cidade que não dispunha de equipamentos e de uma tradição de eventos culturais similares), o Festival de Almada impôs-se no contexto dos festivais de teatro europeus. Tornou-se conhecido pela sua capacidade de descoberta de espectáculos e de grupos que nele tiveram uma primeira oportunidade e, sobretudo, pela excelência da sua programação, marcada pela coexistência de fórmulas e de linguagens estéticas distintas.
Ao reservar, desde sempre, um importante espaço para o teatro português na sua programação, o Festival de Almada tornou-se também num lugar privilegiado para a divulgação além-fronteiras do teatro feito em Portugal. Vários órgãos de comunicação social, generalistas ou especializados, têm acompanhado o Festival, como o The Times, o The Guardian, o El País, o El Mundo, o ABC, o La Razón, o L’Humanité ou o Il Manifesto.
Para corresponder ao constante crescimento de público, o Festival de Almada tem também estabelecido parcerias com vários teatros lisboetas, alargando as suas realizações a vários espaços, nas duas margens do rio Tejo. A partir de 1992, a Escola D. António da Costa, em Almada, transformou-se no ponto emblemático do Festival, sendo simultaneamente o lugar onde se instala o Palco Grande e onde nasce  esplanada, centro de convívio e de debates, bem como outros espaços para a realização de exposições documentais e de artes plásticas.
Além do programa especificamente teatral, existem, todos os anos, programas paralelos de música, espectáculos de rua, debates, workshops, seminários internacionais, exposições e ciclos de formação artística e técnica. A Casa da Cerca e a Esplanada da Escola D. António da Costa são os lugares onde, tradicionalmente, se promovem colóquios e encontros de reflexão. Veja-se o caso do ciclo de formação O sentido dos mestres, criado em 2014, que trouxe a Almada nomes como Luis Miguel Cintra, Peter Stein, Ricardo Pais, Juni Dahr e Olga Roriz. Em cada edição, a direcção do Festival de Almada selecciona também a figura homenageada e o autor do cartaz do evento, e o público tem a possibilidade de votar no espectáculo que gostaria de rever na próxima edição, o qual recebe o título de Espectáculo de Honra.
Ao longo dos anos, o Festival de Almada tem apresentado companhias de grande prestígio internacional (como o Piccolo Teatro di Milano, os Tg Stan, o Young Vic, o Théâtre de Gennevilliers, o Théâtre des Bouffes du Nord, o Teatro de la Abadía, a Volksbühne, a Schaubühne e o Berliner Ensemble) e espectáculos dirigidos por nomes cimeiros do teatro mundial, como Alain Ollivier, Benno Besson, Bernard Sobel, Christoph Marthaler, Claude Régy, Daniel Veronese, Georges Lavaudant, Giorgio Strehler, Josef Nadj, Luca Ronconi, Matthias Langhoff, Patrice Chéreau, Peter Brook, Peter Stein, Theodoros Terzopoulos e Thomas Ostermeier. Já estiveram representados grupos europeus, asiáticos, africanos, da América do Norte e da América Latina, bem como de quase todos os países de expressão portuguesa.
Joaquim Benite foi o fundador e o director artístico da Companhia de Teatro de Almada e do Festival de Almada até à data da sua morte, em 2012. Rodrigo Francisco, encenador, dramaturgo e antigo director-adjunto da companhia e do festival, desempenha actualmente as mesmas funções.  
Entre as distinções recebidas pelo Festival de Almada, encontram-se a Medalha de Ouro da Cidade de Almada, atribuída pela Câmara Municipal de Almada em 2002; o Prémio da Crítica 2013, atribuído pela Associação Portuguesa de Críticos de Teatro; e o prémio Pro-Autor, atribuído pela Sociedade Portuguesa de Autores em 2014. 

## Público
Cerca de 65% do público é de Almada, 15% é da margem Norte (Vila Franca de Xira, Loures e Lisboa) e o resto é indiferenciado. Predominam os indivíduos com idades até 30 anos e com mais de 65 anos e, em 2005, o público total foi igual a 30000 indivíduos. 

## Edições e localizações[3]
- 1ª edição (1984): Palco montado no Beco dos Tanoeiros, em Almada Velha;
- 2ª edição (1985): Pátio do Prior do Crato, em Almada Velha;
- 3ª edição (1986): Pátio do Prior do Crato, Teatro da Academia Almadense, Palco dos Tanoeiros e Palco da Esplanada (Boca do Vento);
- 4ª edição (1987): Palcos da Boca do Vento, do Pátio do Prior do Crato, da Academia Almadense e da Incrível Almadense;
- 5ª edição (1988): Palco da Boca do Vento, Incrível Almadense, antigo Teatro Municipal de Almada (TMA) e Pátio do Prior do Crato;
- 6ª edição (1989): Incrível Almadense, Antigo TMA e o Palácio da Cerca;
- 7ª edição (1990): Antigo TMA, Incrível Almadense, Palácio da Cerca e Pátio do Prior do Crato;
- 8ª edição (1991): Antigo TMA, Largo Conde Ferreira, Incrível Almadense, Boca do Vento e esplanada e Palácio da Cerca;
- 9ª edição (1992): Antigo TMA, Casino da Trafaria e Escola D. António da Costa;
- 10ª edição (1993): Escola D. António da Costa;
- 11ª edição (1994): Largo José Alaiz, Largo do MFA, Largo do Tribunal, Casa da Cerca, Escola D. António da Costa, Antigo TMA, Parque Urbano, Casino da Trafaria, Largo S. João Baptista, Cacilhas (Largo Alfredo Dinis) e Costa da Caparica (Largo do Mercado);
- 12ª edição (1995): Escola D. António da Costa, Largo do MFA, Casa de Cerca, antigo TMA, Incrível Almadense, Costa da Caparica (Largo do Mercado) e Cacilhas (Largo Alfredo Dinis e Pavilhão Nimbus);
- 13ª edição (1996): Palcos da Escola D. António da Costa, Casa da Cerca, do antigo TMA e o Pavilhão Nimbus, em Cacilhas;
- 14ª edição (1997): Palcos da Escola D. António da Costa, antigo TMA, Incrível Almadense, Recreios Desportivos da Trafaria, Espaço do Ginjal e Teatro da Trindade (Lisboa);
- 15ª edição (1998): Escola D. António da Costa, Casa da Cerca, antigo TMA, Fórum Romeu Correia, nos Paços do Concelho e Teatro da Trindade (Lisboa);
- 16ª edição (1999): Antigo TMA, Escola D. António da Costa, Fórum Romeu Correia, Teatro do Bairro Alto, Centro Cultural de Belém e Teatro da Trindade (Lisboa);